# ユラニー・アルフォンシーヌ・コラン＝リブール
ユラニー・アルフォンシーヌ・コラン＝リブール（Uranie Alphonsine Colin-Libour、1831年9月19日 - 1916年9月11日）は、フランスの画家である。幼児やその家族などを描いた。

## 略歴
パリでシャルトル出身の画家のエスプリ＝エイム・リブール（Esprit-Aimé Libour: 1784-1846）の娘に生まれた。フランソワ・ボンヴァンやシャルル・ミュラー（Charles Müller: 1815-1892）、フランソワ・リュード、ソフィー・リュードらから美術を学んだ。
1861年にパリのサロンに作品が受理され、その後も作品が受理され、1880年に選外佳作に選ばれた。1883年にはロンドンのロイヤル・アカデミー・オブ・アーツの展覧会にも出展した。国外を旅し、マドリードやバルセロナ、パリの展覧会に出展した。1888年にバルセロナ万国博覧会の展覧会では3等のメダルを受賞した。1889年のパリ万国博覧会の展覧会で選外佳作を受賞し、1900年のパリ万国博覧会の展覧会では3等のメダルを受賞した。1893年のシカゴ万国博覧会では招待されたフランス女性画家代表団の一人となり、女性館に作品を展示した。
パリで絵画学校の教師としても働いた。

## 作品

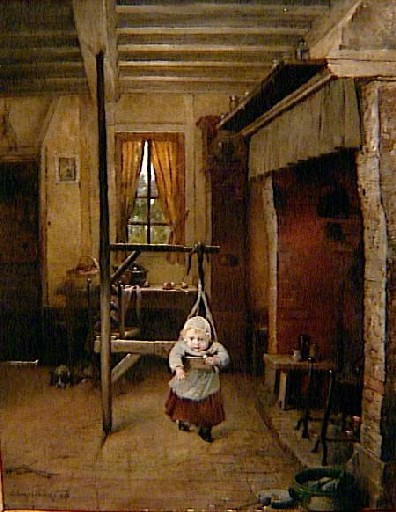
メリーゴーランド?
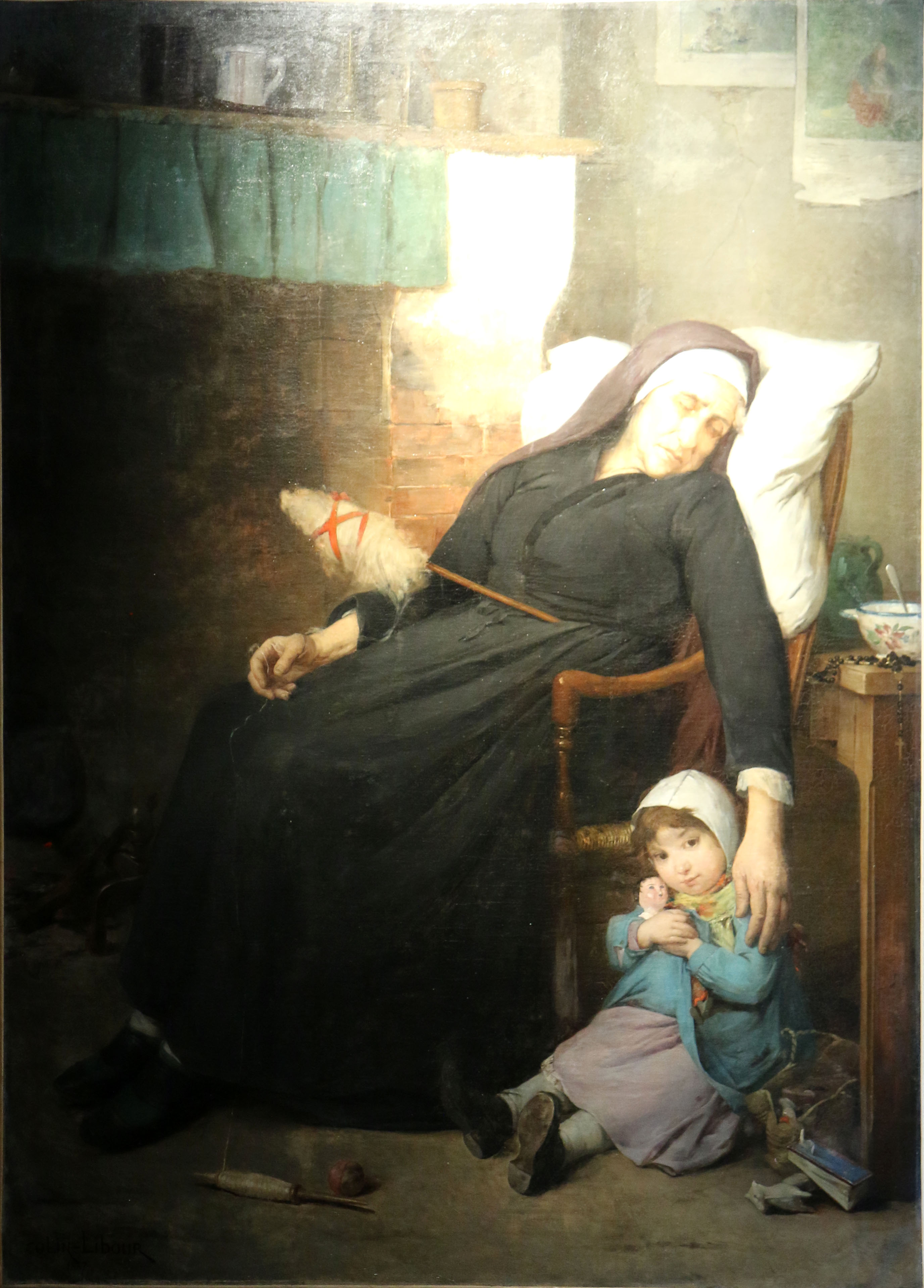
おばあさん
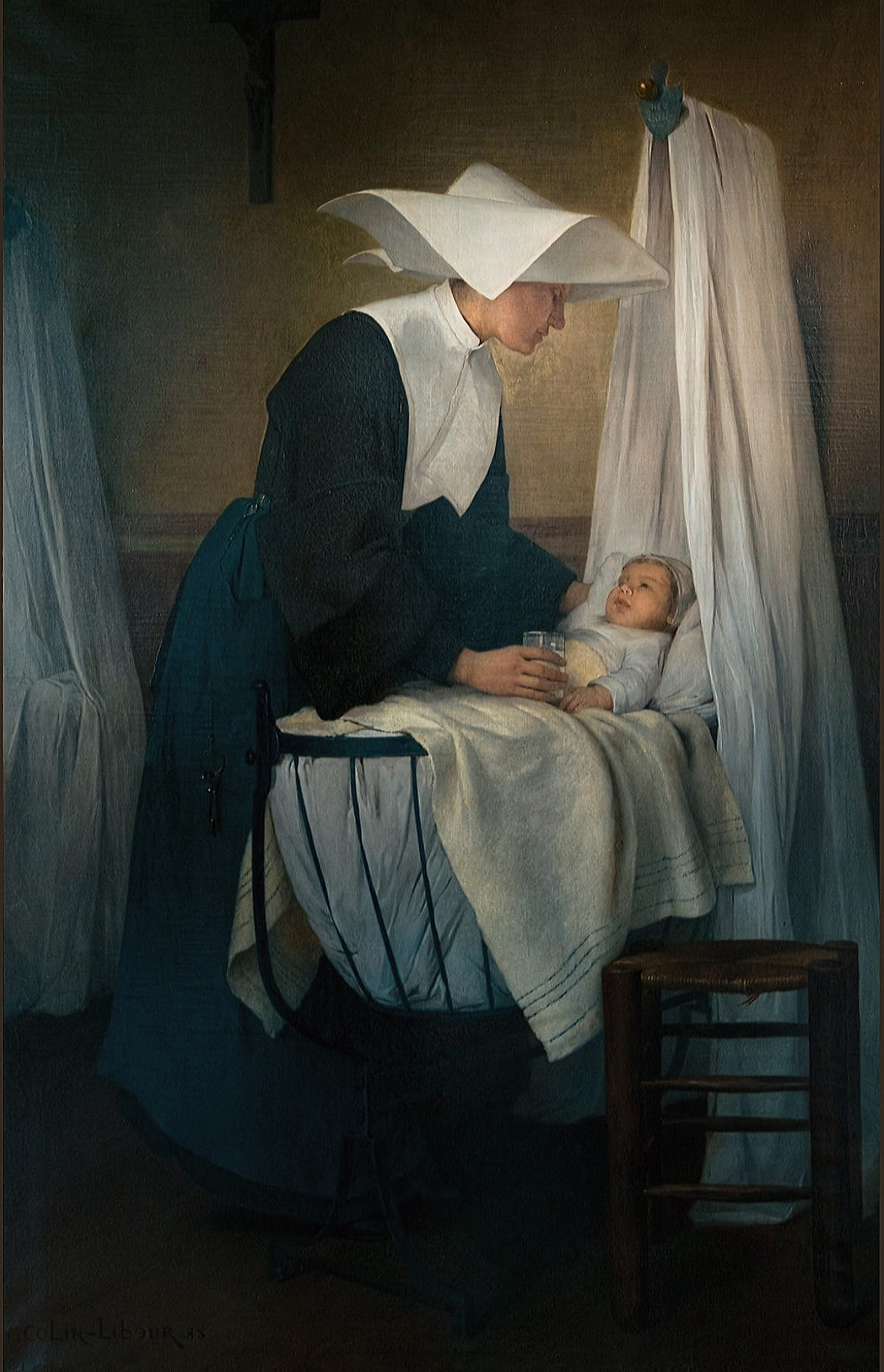
母親の愛
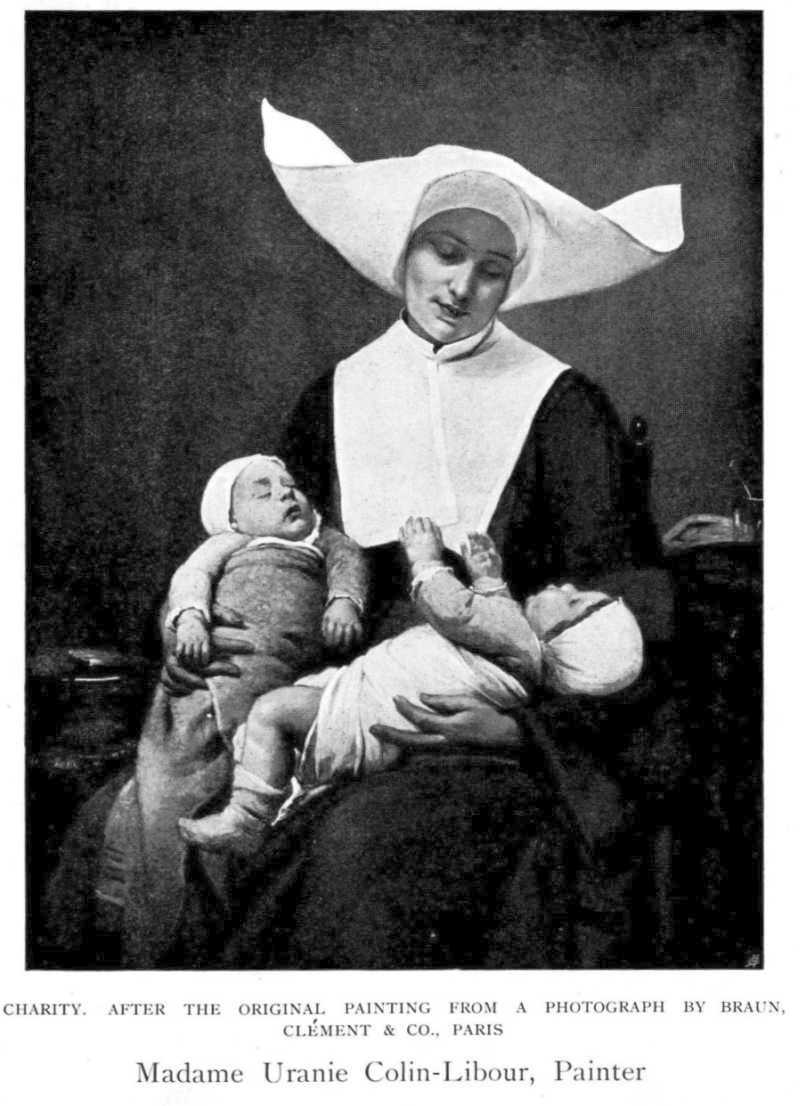
1905年の「Women Painters of the World」に掲載されたコラン＝リブールの作品

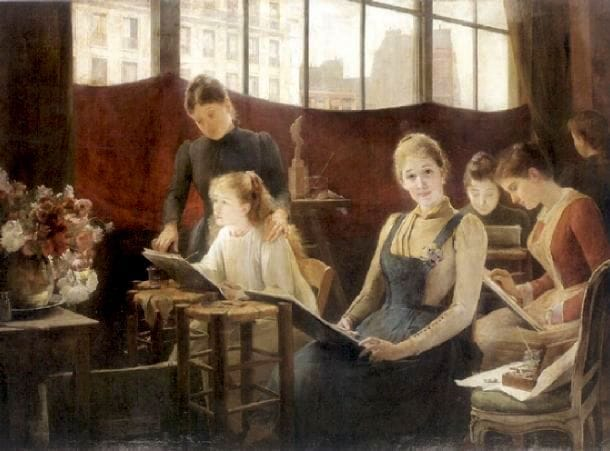
絵画教室
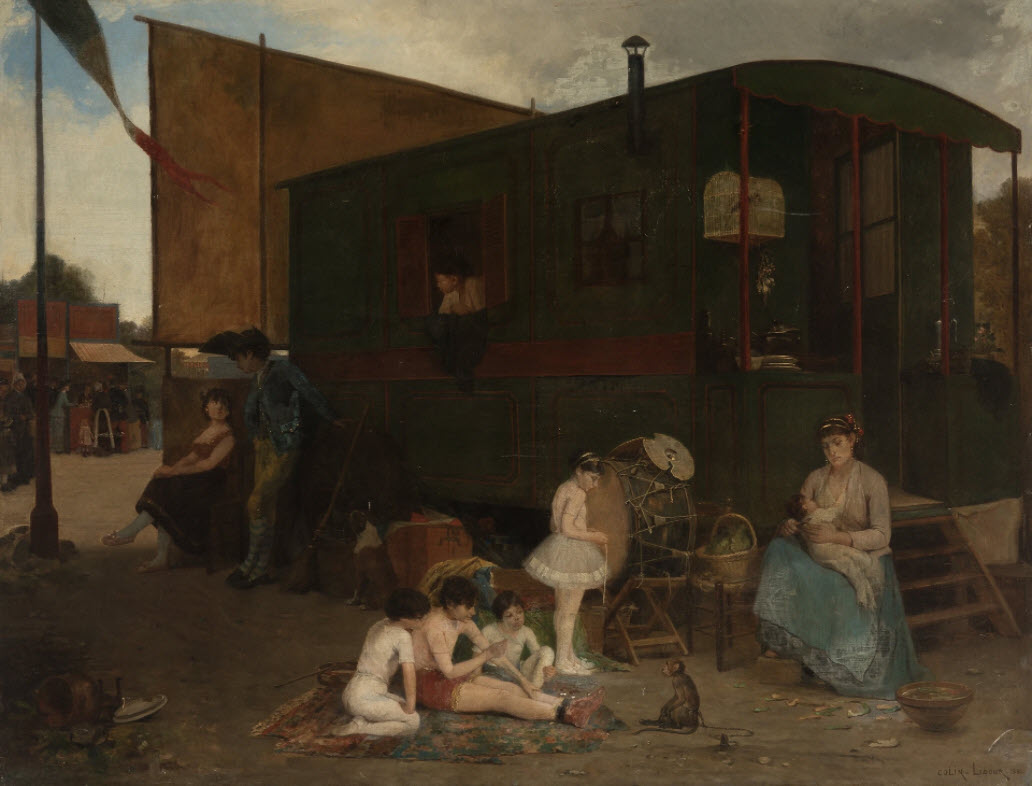
サーカスのキャラバン
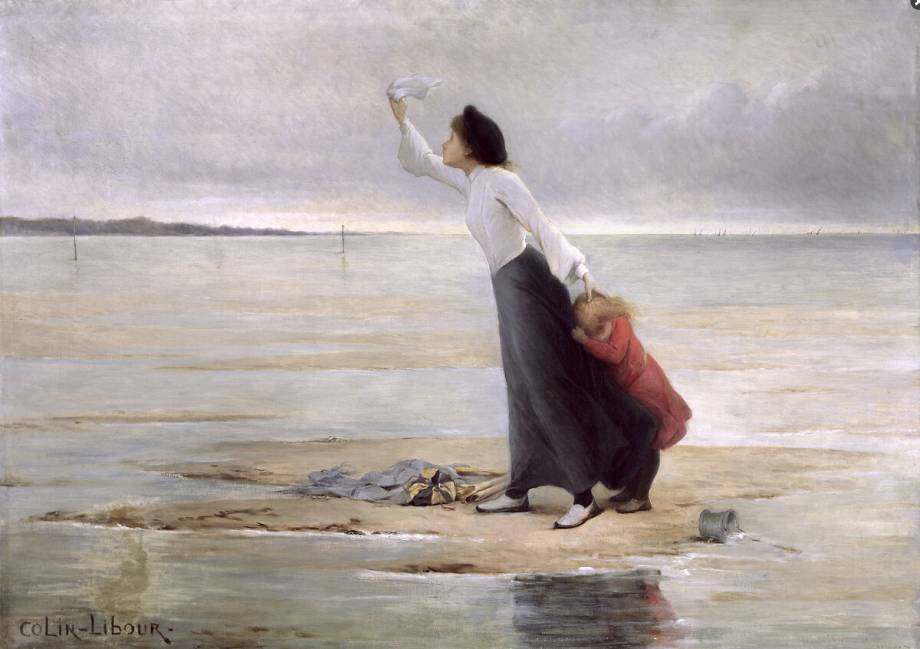
遭難者を待つ女性